# Wereldkampioenschap oriëntatielopen voor masters 2001
Het Masters Wereldkampioenschap Oriëntatielopen 2001 zijn de veteranen wereldkampioenschappen oriëntatielopen die gehouden zijn in 2001. Deze versie van de Masters Wereldkampioenschap Oriëntatielopen werd gehouden in gaststad Nida in Litouwen.

## Mannen
| Categorie | Goud                 | Zilver                | Brons                |
| --------- | -------------------- | --------------------- | -------------------- |
| M35       | LTU Vidas Armalis    | LTU Vytautas Gipas    | SWE Anders Jönsson   |
| M40       | FIN Roald v Schoultz | SUI Ulu Aeschlimann   | AUS Jim Russell      |
| M45       | NOR Sigurd Dæhli     | FIN Antanas Pausas    | NOR Morten Dalby     |
| M50       | GER Dieter Wolf      | RUS Ivan Chorokhov    | FIN Tapio Peippo     |
| M55       | FIN Risto Orpana     | SWE Hans-Ove Eriksson | RUS Vladimir Vasilev |
| M60       | SVK Stanislav Franko | FIN Veijo Tahvanainen | FIN Markku Salo      |
| M65       | FIN Alpo Nisula      | CZE Jaroslav Krtensky | FIN Arvo Mikkonen    |
| M70       | SWE Sture Josefsson  | FIN Mauri Rantala     | DEN Palle Bay        |
| M75       | FIN Arvo Majoinen    | SWE Tor Korsman       | SWE Harry Ahlqvist   |
| M80       | SWE Erik Sillerström | FIN Valter Hirvonen   | FIN Eero Tuuteri     |
| M85       | FIN Erkki Luntamo    | FIN Esko Elmio        | GER Otto Schaffner   |

## Vrouwen
| Categorie | Goud                   | Zilver                 | Brons                    |
| --------- | ---------------------- | ---------------------- | ------------------------ |
| W35       | LTU Vilma Rudzenskaite | SWE Danute Månsson     | Finland Sari Salo        |
| W40       | CZE Ada Kucharova      | LTU Danute Vilkeliene  | SWE Jannike Wåhlberg     |
| W45       | LAT Alida Abola        | RUS Lidia Chorokhova   | SWE Britt-Marie Svensson |
| W50       | RUS Irina Ivanova      | FIN Liisa Veijalainen  | FIN Kati Peltola         |
| W55       | FIN Hillevi Syväterä   | NOR Katharina Mo Berge | FIN Helena Mannervesi    |
| W60       | SWE Birgitta Olsson    | SWE Asta Sjöberg       | LAT Ilze Bruce           |
| W65       | NOR Ingrid Roll        | SWE Kerstin Granstedt  | FIN Eila Rintanen        |
| W70       | SWE Maj Boudrie        | SWE Inga-Lisa Hedström | SWE Signe Nyman          |
| W75       | SWE Lena Nordahl       | SWE Elvy Fredin        | SWE Annie Fulton         |
| W80       | SWE Gertrud Andersson  | GER Luise Finke        |                          |
| W85       | EST Leida Sevruk       |                        |                          |

## Medaillespiegel
| Plaats | Land | Goud | Zilver | Brons | Totaal |
| ------ | ---- | ---- | ------ | ----- | ------ |
| 1      | SWE  | 6    | 7      | 6     | 19     |
| 2      | FIN  | 6    | 6      | 8     | 20     |
| 3      | LTU  | 2    | 2      | -     | 4      |
| 4      | NOR  | 2    | 1      | 1     | 4      |
| 5      | RUS  | 1    | 2      | 1     | 4      |
| 6      | GER  | 1    | 1      | 1     | 3      |
| 7      | CZE  | 1    | 1      | -     | 2      |
| 8      | LAT  | 1    | -      | 1     | 2      |
| 9      | EST  | 1    | -      | -     | 1      |
|        | SVK  | 1    | -      | -     | 1      |
| 11     | SUI  | -    | 1      | -     | 1      |
| 12     | AUS  | -    | -      | 1     | 1      |
|        | DEN  | -    | -      | 1     | 1      |